# Malojský průsmyk
Malojský průsmyk (italsky Passo del Maloja, německy Malojapass) je 1812 m n. m. vysoký horský průsmyk ve Švýcarských Alpách v kantonu Graubünden, spojující Engadin s údolím Val Bregaglia ve Švýcarsku a Chiavennu v Itálii. Leží na rozvodí mezi Dunajem a Pádem. Na vrcholu průsmyku leží vesnice Maloja (součást obce Bregaglia). Přes průsmyk vede hlavní silnice č. 3, jejíž vrchol leží o něco jižněji u vesnice Maloja ve výšce 1815 m n. m.
Malojský průsmyk je v zimě otevřený. Po vydatných sněhových srážkách může být silnice dočasně uzavřena. Protože sníh na silnici je zde obvyklý, je potřeba být vybaven zimními pneumatikami či dokonce sněhovými řetězy.

## Historie

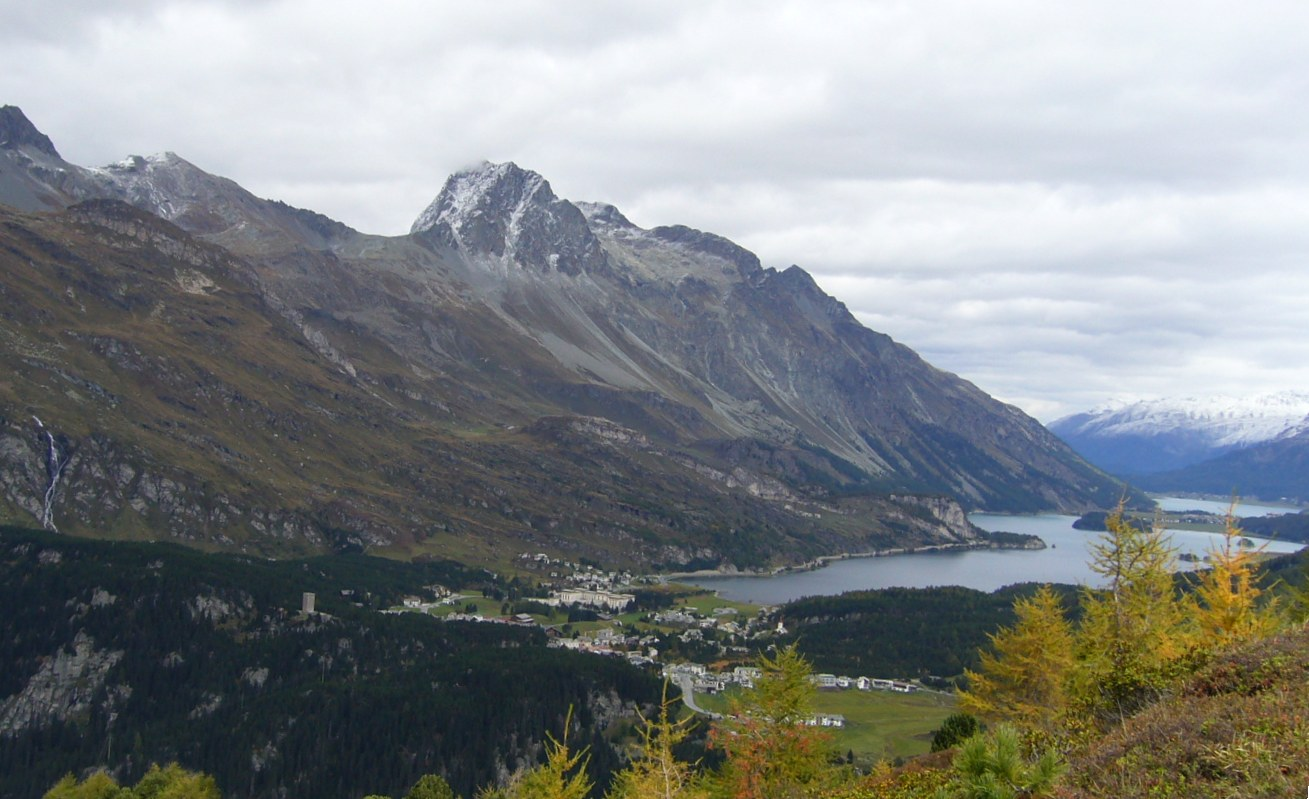
Malojapass se strmou jižní rampou (vpředu vlevo) a rovnou severní stranou

Už v dávné minulosti měl průsmyk Maloja velký dopravní význam, který přetrvává do současnosti. Zvláštností tohoto alpského průsmyku je, že na severní straně je velmi plochý, ale na jihu prudce a strmě klesá do údolí Val Bregaglia. Z italské Chiavenny do Maloje stoupá průsmyk na 32 kilometrech o 1482 výškových metrů. Naproti tomu na další trase, dlouhé 49 kilometrů na severovýchod do Zernez, je výškový rozdíl pouze 343 metrů. To má za následek celou řadu klimatických zvláštností, včetně větru a mraků známých jako Maloja wind.
Tato zvláštnost průsmyku má své kořeny v přírodní historii oblasti Maloja. Před několika sty tisíci lety se údolí Innu (Engadin) táhlo mnohem dále na jihozápad a nejhořejší boční údolí dnešního údolí Val Bregaglia byla pramennými údolími řeky Inn. Na druhé, jižní straně hlavního alpského hřebene, na řece Mera, která má mnohem větší sklon, se vytvořilo stále hlubší údolí směrem ke Comskému jezeru a Jaderskému moři. Koryta řek Mera, Albigna a Orlegna, jejichž směr toku se stáčí až o 180° k jihozápadu, naznačují, že tyto vody byly přesměrovány zpětnou erozí řeky Mera. Není pochyb o tom, že Val Duana a Val Maroz byly kdysi horním tokem Innu. Název průsmyku pochází z jazyka pastevců ze sousední Valtelliny, kteří jej nazývali Maloggia, což znamená olšový háj.

## Silnice

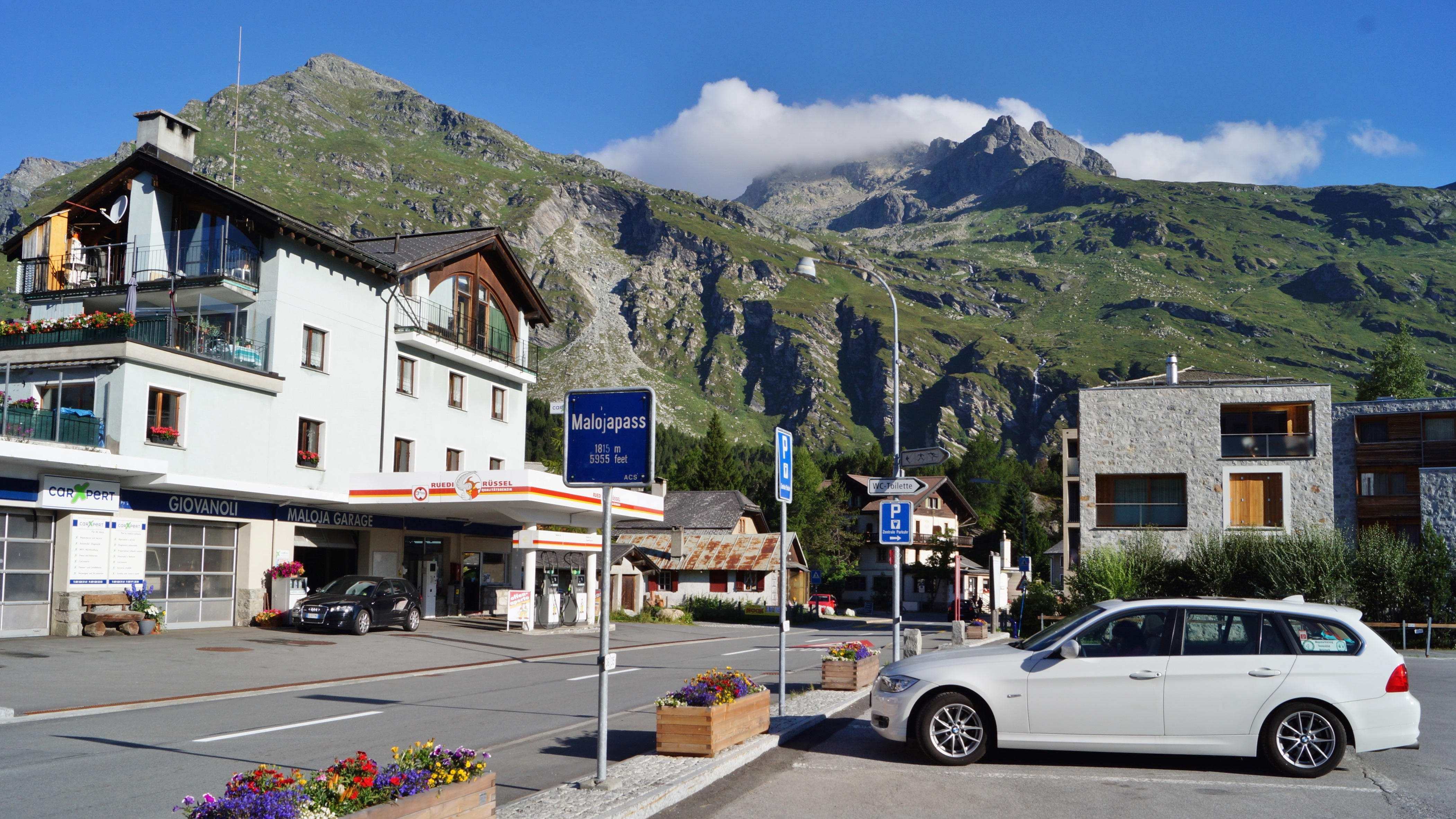
Vrchol průsmyku ve vesnici Maloja

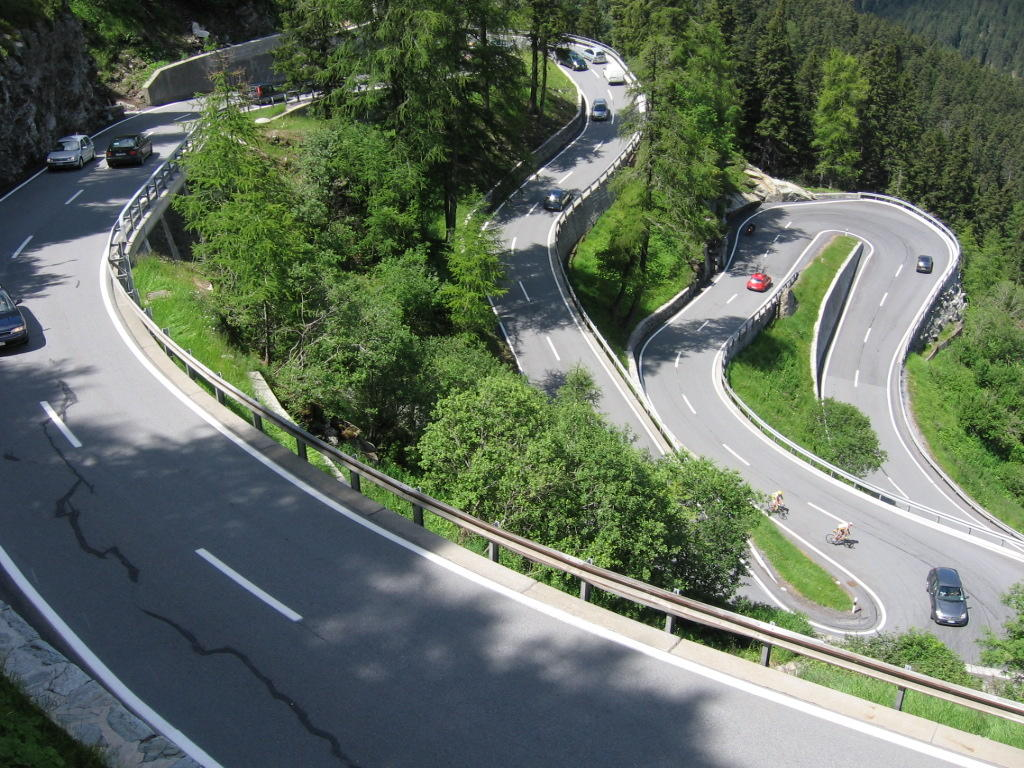
Poslední serpentiny silnice v průsmyku Maloja

Byli to Římané, kdo přes řeku Maloju vybudoval první cestu pro muly, která však brzy zchátrala. O tom, zda byla tato trať pro mezky již sjízdná pro povozy, se dnes vedou spory. Pokud to nebylo na počátku, lze předpokládat, že tomu bylo v pozdní antice. Po celý středověk byla Maloja hojně navštěvovaná, ale bezvýznamná. Přesto se traduje, že zde byla již v pozdním středověku vybudována cesta. Pravděpodobně se jednalo o obnovu staré římské cesty, protože Malojapass byla pravděpodobně jen náhradní trasou za cestu vedoucí přes Septimerpass.
Teprve v 16. století získal průsmyk Maloja znovu na významu a teprve v roce 1776 byla vybudována malá silnice. V letech 1827 až 1839 vybudoval Richard La Nicca moderní silnici s 22 zatáčkami, z toho 13 vlásenkovitých, na západním nájezdu. V roce 1840 byly zahájeny práce na pokračování moderní silnice Maloja, která do té doby končila u Casaccia. Do Itálie se tato silnice dostala až v roce 1859. Silnice se těšila velkému zájmu, na konci 19. století bylo napočítáno, že průsmykem projede měsíčně až 12 000 koní. Od roku 1846 fungovala mezi obcemi Samedan a Chiavennou poštovní linka, která jezdila pravidelně dvakrát týdně. Zpočátku tuto službu zajišťoval koňský povoz, který byl v roce 1922 nahrazen autobusem PTT. Tento vysokohorský vůz švýcarské pošty PTT, výrobek firmy Saurer o výkonu 40 koní, musel nějakou dobu jezdit po přírodním povrchu, který byl v té době ještě běžný, dokud nebyla kantonální silnice v roce 1934 vyasfaltována. V roce 1957 byla silnice rozsáhle modernizována.

## Dopravní projekty Malojapass

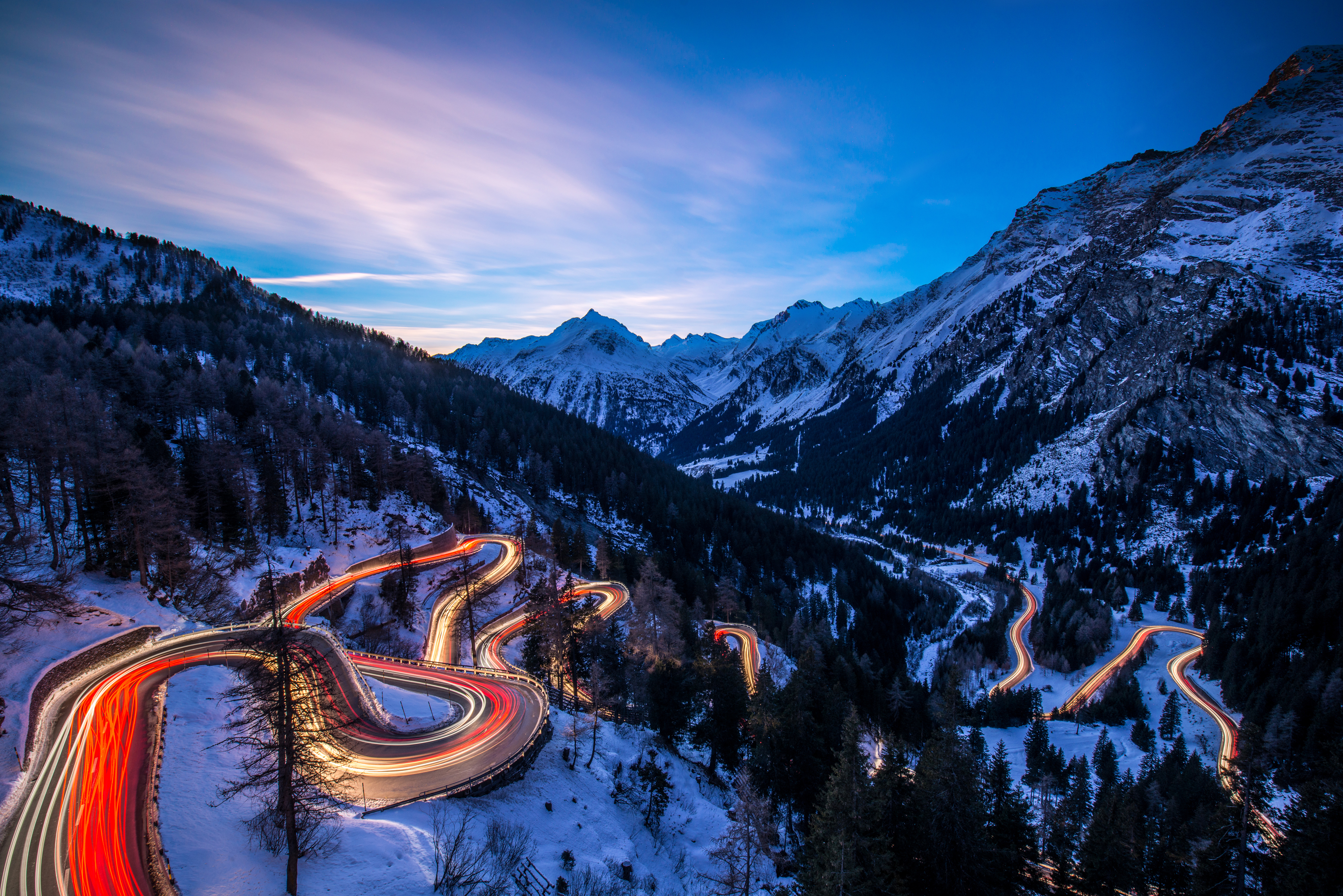
Poslední serpentiny silnice v průsmyku Maloja (jižní strana)

Malojastrasse, historický letecký snímek Wernera Friedliho (1947)

První projekt pochází z počátku 18. století a týkal se transalpského kanálu z Milána do Innsbrucku, který měl sloužit lodní dopravě mezi Pádem a Dunajem.
Koncem 19. století se plánovala výstavba železniční trati přes Malojapass. Willem Jan Holsboer, vůdčí osobnost rozvoje lázeňského a turistického centra Davosu a iniciátor železniční tratě Landquart – Davos Platz, která byla otevřena v roce 1890, podal 25. ledna 1889 žádost o výstavbu železniční tratě přes průsmyk Maloja. V lednu 1889 požádal Holsboer o koncesi na pokračování trati Landquart–Davos s tunelem Scaletta do Samedanu, s úmyslem pokračovat přes průsmyk Maloja do Chiavenny v případě, že nebude včas realizována koncese již udělená jiné společnosti. Spolkové shromáždění udělilo koncesi 27. června 1889 v souladu s návrhem Spolkové rady z 21. června téhož roku, později však bylo rozhodnuto o realizaci železnice Albula namísto železnice Scaletta. Dne 15. října 1897 získal Albulský železniční výbor také koncesi na trať ze Samedanu přes Maloja do Castasegny. Spolkovým dekretem ze 17. prosince 1898 byla koncese převedena na Rhétskou dráhu, ale projekt nebyl následně realizován.
V roce 1898 zadal Adolf Guyer-Zeller, předseda správní rady společnosti Schweizerische Nordostbahn (NOB), vypracování studií na stavbu normálněrozchodné železnice Engadin-Orient, která měla vést z Churu tunelem Albula a Ofenberg do údolí Val Müstair, a zajistit tak nejrychlejší spojení ze západní Evropy do přístavního města Terst. Součástí plánů bylo i spojení z Engadinu přes Maloja do Chiavenny; doufalo se, že se tím zvětší spádová oblast železnice.

## Průběh silnice
- 0 km Chiavenna 325 m n. m.
- 10 km Castasegna (státní hranice Itálie/Švýcarsko) 696 m n. m.
- 13 km Promontogno 802 m n. m.
- 16 km Stampa 994 m n. m.
- 18 km Borgonovo 1029 m n. m.
- 19 km Vicosoprano 1065 m n. m.
- 27 km Casaccia 1458 m n. m.
- 32 km Malojapass 1815 m n. m.
- 33 km Maloja 1809 m n. m.
- 40 km Sils im Engadin/Segl 1798 m n. m.
- 44 km Silvaplana 1802 m n. m.